# Akudama Drive
Akudama Drive (アクダマドライブ, Akudama Doraibu) est une série d'animation japonaise cyberpunk produite par le studio Pierrot et Too Kyo Games d'après une idée de Kazutaka Kodaka, le créateur de la série de visual novel Danganronpa. Prévue pour juillet 2020, la série a finalement été repoussée au 8 octobre 2020 en raison de la pandémie de Covid-19. La série est réalisée par Tomohisa Taguchi et écrite par Kazutaka Kodaka. Elle est diffusée en simulcast en Europe sur Wakanim. Une adaptation en manga est diffusée depuis le 7 juillet 2020 sur le site Renta!.

## Synopsis
Après une guerre qui a divisé le monde, la région du Kansai est devenue la vassale de la région du Kanto. Il n'existe qu'une seule voie permettant de relier les deux régions, le Shinkansen, un train vénéré par les habitants de Kansai. À la suite de la guerre, le pouvoir du gouvernement et de la police a fortement diminué, et des criminels nommés Akudama sont apparus. L'histoire suit une jeune fille ordinaire et 6 célèbres Akudama qui reçoivent la mission de voler une marchandise transportée par le  Shinkansen.

## Personnages
Civil (一般人, Ippanjin) / Arnaqueuse (詐欺師, Sagi-shi)
Voix japonaise : Tomoyo Kurosawa
Coursier (運び屋, Hakobi-ya)
Voix japonaise : Yūichirō Umehara
Bagarreur (喧嘩屋, Kenka-ya)
Voix japonaise : Shunsuke Takeuchi
Hacker (ハッカー, Hakkā)
Voix japonaise : Shun Horie
Docteur (医者, Isha)
Voix japonaise : Megumi Ogata
Voyou (チンピラ, Chinpira)
Voix japonaise : Subaru Kimura
Assassin (殺人鬼, Satsujinki)
Voix japonaise : Takahiro Sakurai
Chat noir (黒猫, Kuro Neko)
Voix japonaise : Maaya Uchida
Maître division d'éxecution (処刑課師匠, Shokei-ka Shishō)
Voix japonaise : Akio Ōtsuka
Élève division d'éxecution (処刑課弟子, Shokei-ka Deshi)
Voix japonaise : Yumiri Hanamori
Patronne (ボス, Bosu)
Voix japonaise : Yoshiko Sakakibara

## Production
Le projet original a été révélé en mars 2020 par le studio Pierrot et Too Kyo Games. Kazutaka Kodaka est à l'origine du scénario. Tomohisa Taguchi est le réalisateur, assisté de Yoshifumi Sasahara. Norimitsu Kaihō supervise les scripts de la série et Cindy H. Yamauchi adapte le design des personnages de Rui Komatsuzaki. Aida Shigekazu compose la musique. L'opening est "STEAL !!" par SPARK!!SOUND!!SHOW!! tandis que l'ending est "Ready" par Urashimasakatasen.
L'anime a été repoussé de juillet 2020 à octobre en raison de la pandémie COVID-19 . Une adaptation manga illustrée par Rokurou Oogaki a fait ses débuts sur Renta! avec ses deux premiers chapitres de 24 pages le 7 juillet, et sa publication continue depuis avec la sortie d'un nouveau chapitre de 24 pages par mois.

### Liste des épisodes
| No | Titre en français    | Titre original                        | Date de 1re diffusion |
| -- | -------------------- | ------------------------------------- | --------------------- |
| 1  | Se7en                | Se7en                                 | 8 octobre 2020        |
| 2  | Reservoir Dogs       | Reservoir Dogs                        | 15 octobre 2020       |
| 3  | Mission : Impossible | Mission: Impossible                   | 22 octobre 2020       |
| 4  | Speed                | Speed                                 | 29 octobre 2020       |
| 5  | Dead Man Walking     | Dead Man Walking                      | 5 novembre 2020       |
| 6  | Brother              | Brother                               | 12 novembre 2020      |
| 7  | Enfants Perdus       | ロスト・チルドレン Rosuto・Chirudoren | 19 novembre 2020      |
| 8  | Black Rain           | Black Rain                            | 26 novembre 2020      |
| 9  | The Shining          | The Shining                           | 3 décembre 2020       |
| 10 | Babel                | Babel                                 | 10 décembre 2020      |
| 11 | War Games            | War Games                             | 17 décembre 2020      |
| 12 | Akudama Drive        | Akudama Drive                         | 24 décembre 2020      |

### Annotations
1. ↑  Les titres français de l'anime proviennent de Wakanim.